# 雅虎管道
雅虎管道（Yahoo Pipes），简称Pipes，曾是雅虎公司于2007年2月推出的一个通过不同的过滤器创建定制化网络信息汇集的网络应用程序。它提供了一个图形化的用户界面，用于构建数据混搭，将消息来源、网页和其他服务聚合在一起；从多个来源创建基于网络的应用程序以及发布这些应用程序。
2007年2月7日，雅虎管道公测版上线，由帕莎·萨德里、埃德·霍、乔纳森·特雷弗、伊多·格林以及丹尼尔·拉斐尔共同开发。
2015年6月5日，雅虎公司宣布将关闭雅虎管道、雅虎地图等一系列产品和服务。8月30日，雅虎管道正式停止服务。截止2020年7月，雅虎管道官网pipes.yahoo.com/pipes依旧无法访问。

## 文献资料
1. ↑  . McGraw-Hill. 2007  [2020-07-28]. （原始内容存档于2020-07-31）.
2. ↑  . 电脑爱好者. 2008年11月21日  [2020年7月28日]. （原始内容存档于2020年7月28日）.
3. ↑  Dinkar Sitaram; Geetha Manjunath. . Elsevier. 16 November 2011: 137–  [2020-07-28]. ISBN 978-1-59749-726-8. （原始内容存档于2020-08-12）.
4. ↑  Maria Francesca Costabile; Yvonne Dittrich; Gerhard Fischer; Antonio Piccinno. . Springer Science & Business Media. 31 May 2011: 26–  [2020-07-28]. ISBN 978-3-642-21529-2. （原始内容存档于2020-08-12）.
5. ↑  Ian Paul.. 大纪元时报. 2015-06-05  [2020-07-28]. （原始内容存档于2020-07-28）.
6. ↑  . 南华大学计算机科学与技术学院. 2012-11-21  [2020-07-28]. （原始内容存档于2020-07-28）.
7. ↑  Ian Paul.. PCWorld. Jun 5, 2015  [2020-07-28]. （原始内容存档于2021-01-22）.
8. ↑  . IndianWeb2.com. Sep 17, 2018  [2020-07-28]. （原始内容存档于2020-07-28）.
9. ↑  Raymond Yee. . Apress. 25 April 2008: 100–  [2020-07-28]. ISBN 978-1-4302-0286-8. （原始内容存档于2020-07-31）.